# Свети Петър (Стари Търг)
Вижте пояснителната страница за други значения на Свети Петър.
Базиликата „Свети Петър“, известна също като Саксонската църква и Латинската църква. се намира в Северно Косово, община Косовска Митровица край село Стари Търг (на 10 километра североизточно от Косовска Митровица).
Построена е през XIII век от саксонски заселници (саси) в Косово, които през Средновековието са специализирани в минното дело и добива на метали.
Църквата е използвана до XVI век. Днес тя представлява особен културен интерес, тъй като нейната архитектура и строителните техники, използвани при градежа ѝ, са готически, а стенописите, с които е била украсена вътрешността ѝ – византийски.
Обявена е за защитен паметник на културата в СР Сърбия (Югославия) през 1958 г. и се защитава като културно наследство в Република Косово.